# Răcăciuni
Răcăciuni – wieś w Rumunii, w okręgu Bacău, w gminie Răcăciuni. W 2011 roku liczyła 2820 mieszkańców.